# Epinecrophylla dentei
El hormiguerito del Roosevelt (Epinecrophylla dentei) es una especie —o la subespecie Epinecrophylla amazonica dentei, dependiendo de la clasificación considerada— de ave paseriforme de la familia Thamnophilidae descrita en 2013 para la ciencia, perteneciente al género Epinecrophylla. Es endémico de una pequeña región de la Amazonia brasileña.

## Descripción
Mide 10,8 cm de largo y pesa 9,0 g. La corona es pardo amarillento oscuro ligeramente rojiza, con pequeñas plumas en la base del pico y sobre los ojos más pálidas; las regiones auricular y facial moteadas de ligeramente pálido, contrastando con la corona. La nuca es ligeramente más rojiza que la corona pero contrastando marcadamente con el manto, escapulares, dorso, rabadilla y cobertoras superiores de la cola que son rojo oscuro. Las secundarias más internas son lavadas con este color pero más pardacentas y con estrecha punta más pálida. La cola y las primarias son del mismo color de la corona, contrastando fuertemente con las partes superiores rojizas. La cola es graduada, las rectrices externas más cortas que las centrales. La garganta es del mismo color pardo muy claro, ligeramente blanco y marcado por cinco estrías anchas negras. El pecho se vuelve ligeramente más oscuro y más pardo que la garganta mezclándose con las otras partes inferiores pardo amarillento oscuro. Las cobertoras superiores de las alas son pardo muy oscuro con base más olivácea, cada pluma marcada con un notorio punto pardo amarillento en la punta. El álula y las pequeñas plumas en el doblez de las alas son negruzcos con bordes estrechos pero marcantes color pardo amarillento blanquecino. Las cobertoras primarias son negruzcas con puntas rojizas minúsculas. Cobertoras inferiores de las alas son blancuzcas. El pico es gris oscuro; tarso y pies son grises; el iris es gris. La hembra no presenta variación significativa.

## Distribución y hábitat
Su zona se restringe al centro de la Amazonia brasileña, sobre la orilla derecha del río Madeira en el interfluvio de los ríos Aripuanã y Machado (o Ji-Paraná): desde la orilla izquierda del alto Aripuanã hasta su confluencia con el Roosevelt, desde ese punto río arriba solamente en la margen izquierda del Roosevelt en el estado de Amazonas y extendiéndose al noroeste de Mato Grosso al sur y oeste de la orilla derecha del Machado (o Ji-Paraná) en el estado de Rondônia. Se desconocen los límites al sur.
Su hábitat es el sotobosque de bosques húmedos tropicales.

## Estado de conservación
Aunque no evaluada por el IUCN, se considera que no hay amenazas inminentes a la supervivencia de esta especie. Sin embargo, la falta de protección de las cabeceras de los ríos Aripuanâ, Machado y Roosevelt causa preocupación.

## Comportamiento
Esta especie, como las otras del género, es especialista en forrajear en hojas muertas. Una diferencia interesante en su comportamiento, es su aparente asociación con Megastictus margaritatus, interpretado como E. dentei siguiendo a Megastictus, pero tal vez apenas sazonalmente. La asociación de estos dos tamnofílidos ha sido observada en varios meses diferentes del año y no está claro quién sigue a quién. Parecería que ambos se benefician: dentei de la vigilancia del mucho más sedentario margaritatus, evitando predación mientras revuelve hojas muertas; y margaritatus ayudado en su estrategia de observación, de sentar y esperar por artrópodos que vuelan al revolverse las hojas muertas por dentei. Este comportamiento no ha sido observado en ningún otro miembro del complejo Epinecrophylla haematonota fuera de la zona de distribución de la presente especie.

### Alimentación
Su dieta consiste exclusivamente en insectos.

## Sistemática

### Descripción original
La especie E. dentei fue descrita por los ornitólogos Bret M. Whitney, Morton L. Isler, Gustavo A. Bravo, Natalia Aristizábal, Fabio Schunck, Luís Fábio Silveira y Vítor de Q. Piacentini en 2013, bajo el mismo nombre científico; la localidad tipo es «margen izquierda del río Roosevelt, municipio de Novo Aripuanã, en el sendero Esperanza (08°29"00"S/60°59'22"W)); elevación 110 m,; estado de Amazonas». El holotipo, un macho adulto, recolectado el 26 de septiembre de 2007, se encuentra depositado en el Museo de Zoología de la Universidad de São Paulo, bajo el número MZUSP 80591.
El descubrimiento de esta especie fue parte de la mayor descripción de nuevas especies en 140 años, cuando, en 2013, 15 nuevas aves amazónicas fueron descritas por científicos de 3 instituciones brasileñas: Universidad de São Paulo, Museu Paraense Emílio Goeldi e Instituto Nacional de Pesquisas da Amazônia y una estadounidense: Louisiana State University.

### Etimología
El nombre genérico femenino «Epinecrophylla» se compone de las palabras griegas «epi» que significa ‘sobre’, «nekros» que significa ‘muerto’, y «phullon» que significa ‘hoja’, reflejando la fuerte predilección de las especies de este género por buscar insectos en hojas muertas colgantes; y el nombre de la especie, dentei, homenajea al colector y taxidermista brasileño Emilio Dente.

### Taxonomía
A pesar de descrita como especie plena, el reconocimiento de E. dentei por el Comité de Clasificación de Sudamérica (SACC) fue negado, después de intensa discusión, en la Parte B de la Propuesta N° 589, que lo consideró la subespecie Epinecrophylla amazonica dentei. Tanto Clements Checklist/eBird como el Congreso Ornitológico Internacional (IOC) así lo consideran. El Comité Brasileño de Registros Ornitológicos (CBRO) lo considera con el rango de especie.
Diversos autores sugirieron que el género Myrmotherula no era monofilético, uno de los grupos que fueron identificados como diferente del Myrmotherula verdadero fue el grupo haematonota, cuyos miembros comparten similitudes de plumaje, de hábitos de alimentación y de vocalización. Finalmente, análisis filogenéticos de la familia conducidos por Isler et al. (2006), incluyendo 6 especies del grupo haematonota y más 12 de Myrmotherula, encontraron que los dos grupos no estaban hermanados. Para aquel grupo fue descrito el  género Epinecrophylla. La separación en el nuevo género fue aprobada por la Propuesta N° 275 al South American Classification Committee (SACC) en mayo de 2007.
Los estudios de secuenciación del ADN de 50 ejemplares de las 8 especies de Epinecrophylla demostraron que la presente especie es hermana de E. amazonica y que ambas por su vez están hermanadas con otros tres linajes: E. spodionota; E. haematonota conteniendo E. fjeldsaai y E. pyrrhonota.